# 気仙沼ラジオ中継局
気仙沼ラジオ中継局（けせんぬまラジオちゅうけいきょく）は、宮城県気仙沼市に置かれている中波放送の中継局である。

## 概要
- 当中継局は、北東部の気仙沼市にあり、県北東部の広範囲に電波を発射している。尚、当中継局のある気仙沼市は岩手県に接している為、陸前高田市など岩手県南東部の一部でも受信可能である。

## 中継局概要
| 周波数 （KHz） | 放送局名     | コールサイン | 空中線電力 | 放送対象地域 | 放送区域 内世帯数 | 中継局置局住所 （すべて気仙沼市） | 運用開始日      |
| -------------- | ------------ | ------------ | ---------- | ------------ | ----------------- | --------------------------------- | --------------- |
| 801            | TBC 東北放送 | JOIO         | 100W       | 宮城県       | 約-世帯           | 九条地区                          | 1956年 12月28日 |
| 1161           | NHK 仙台第1  | 無し         | 100W       | 宮城県       | 約-世帯           | 田中168番地                       | 1955年 3月1日   |
| 1539           | NHK 仙台第2  | 無し         | 100W       | 全国         | 約-世帯           | 田中168番地                       | 1958年 4月1日   |

TBCの送信所は2016年3月に更新工事が行われ、設備が一新された 。

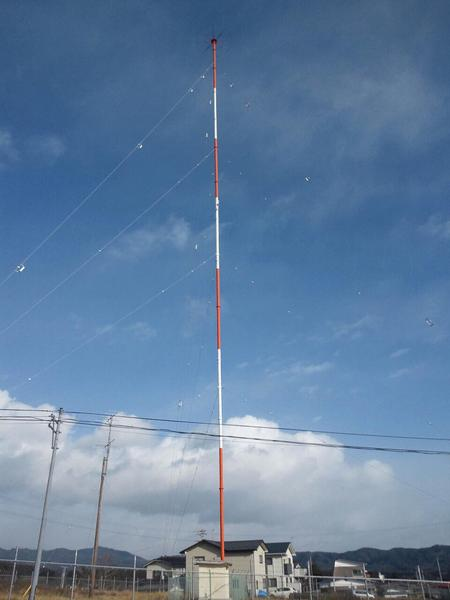
TBCラジオ気仙沼中継局送信塔全景
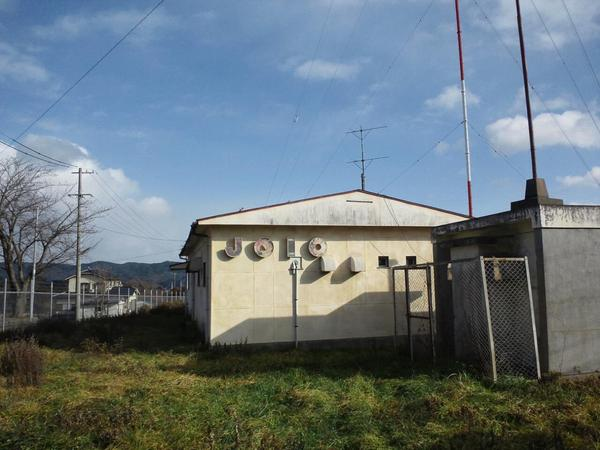
TBC気仙沼局のコールサインが掲げられた旧局舎（現存せず）
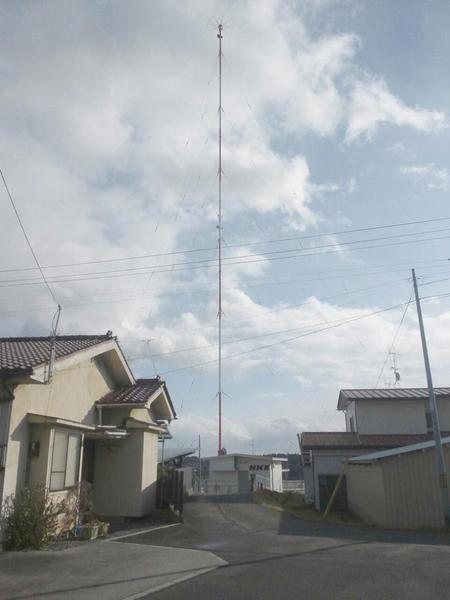
NHKラジオ気仙沼中継局送信塔全景
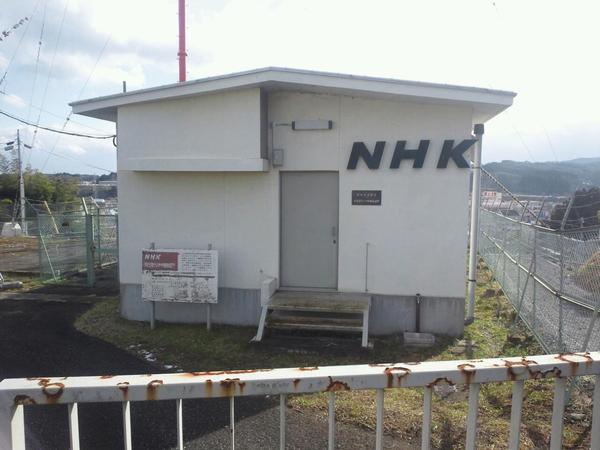
NHKラジオ気仙沼中継局局舎